# Patinatge artístic als Jocs Olímpics d'hivern de 2006 - Parelles
Als Jocs Olímpics d'Hivern de 2006 celebrats a la ciutat de Torí (Itàlia) es disputà una prova per parelles de patinatge artístic sobre gel, que formà part del programa oficial dels Jocs.
Les proves es disputaren entre els dies 11 i 13 de febrer de 2006 a les instal·lacions del Torino Palavela. Hi participaren un total de 40 patindors de 12 comitès nacionals diferents.

## Resum de medalles
| Or                                        | Argent                                | Bronze                                 |
| Rússia Tatiana Totmianina · Maxim Marinin | R.P. de la Xina Zhang Dan · Zhang Hao | R.P. de la Xina Shen Xue · Zhao Hongbo |

## Resultats

### Programa curt
| Posició | Nom                                  | CON             | PF    | ET    | CO    | HP   | TR   | EX   | CR   | IN   | DED | Dorsal |
| ------- | ------------------------------------ | --------------- | ----- | ----- | ----- | ---- | ---- | ---- | ---- | ---- | --- | ------ |
| 1       | Tatiana Totmianina Maxim Marinin     | Rússia          | 68.64 | 35.93 | 32.71 | 8.21 | 8.00 | 8.29 | 8.14 | 8.25 | 0   | #19    |
| 2       | Zhang Dan Zhang Hao                  | R.P. de la Xina | 64.72 | 35.21 | 29.51 | 7.57 | 7.25 | 7.43 | 7.39 | 7.25 | 0   | #11    |
| 3       | Maria Petrova Alexei Tikhonov        | Rússia          | 64.27 | 33.71 | 30.56 | 7.75 | 7.39 | 7.75 | 7.64 | 7.68 | 0   | #14    |
| 4       | Pang Qing Tong Jian                  | R.P. de la Xina | 63.19 | 34.09 | 29.10 | 7.32 | 7.11 | 7.32 | 7.32 | 7.29 | 0   | #5     |
| 5       | Shen Xue Zhao Hongbo                 | R.P. de la Xina | 62.32 | 30.86 | 31.46 | 7.93 | 7.75 | 7.86 | 7.86 | 7.93 | 0   | #6     |
| 6       | Rena Inoue John Baldwin              | Estats Units    | 61.27 | 35.53 | 25.74 | 6.54 | 6.25 | 6.46 | 6.46 | 6.46 | 0   | #4     |
| 7       | Aliona Savchenko Robin Szolkowy      | Alemanya        | 60.96 | 31.78 | 29.18 | 7.29 | 7.18 | 7.36 | 7.32 | 7.32 | 0   | #20    |
| 8       | Julia Obertas Sergei Slavnov         | Rússia          | 60.25 | 32.78 | 27.47 | 6.96 | 6.71 | 6.89 | 6.89 | 6.89 | 0   | #18    |
| 9       | Dorota Zagorska Mariusz Siudek       | Polònia         | 56.10 | 29.79 | 26.31 | 6.71 | 6.43 | 6.54 | 6.57 | 6.64 | 0   | #15    |
| 10      | Valerie Marcoux Craig Buntin         | Canadà          | 55.62 | 29.88 | 25.74 | 6.50 | 6.32 | 6.46 | 6.39 | 6.50 | 0   | #17    |
| 11      | Jessica Dube Bryce Davison           | Canadà          | 55.48 | 31.06 | 24.42 | 6.07 | 5.89 | 6.29 | 6.14 | 6.14 | 0   | #16    |
| 12      | Tatiana Volosozhar Stanislav Morozov | Ucraïna         | 50.14 | 28.05 | 23.09 | 5.93 | 5.61 | 5.75 | 5.86 | 5.71 | 1   | #2     |
| 13      | Marcy Hinzmann Aaron Parchem         | Estats Units    | 49.58 | 26.75 | 23.83 | 6.04 | 5.82 | 5.96 | 5.96 | 6.00 | 1   | #10    |
| 14      | Marylin Pla Yannick Bonheur          | França          | 44.24 | 24.35 | 20.89 | 5.36 | 5.07 | 5.21 | 5.32 | 5.14 | 1   | #8     |
| 15      | Marina Aganina Artem Knyazev         | Uzbekistan      | 44.02 | 26.92 | 17.10 | 4.36 | 4.11 | 4.29 | 4.36 | 4.25 | 0   | #1     |
| 16      | Eva-Maria Fitze Rico Rex             | Alemanya        | 43.86 | 23.74 | 20.12 | 5.07 | 4.89 | 5.07 | 5.04 | 5.07 | 0   | #13    |
| 17      | Julia Beloglazova Andrei Bekh        | Ucraïna         | 43.85 | 25.62 | 18.23 | 4.79 | 4.46 | 4.50 | 4.61 | 4.43 | 0   | #9     |
| 18      | Diana Rennik Aleksei Saks            | Estònia         | 39.72 | 22.57 | 17.15 | 4.43 | 4.11 | 4.32 | 4.32 | 4.25 | 0   | #12    |
| 19      | Rumiana Spassova Stanimir Todorov    | Bulgària        | 37.27 | 20.65 | 17.62 | 4.43 | 4.14 | 4.43 | 4.54 | 4.50 | 1   | #3     |
| 20      | Phyo Yong Myong Jong Yong Hyok       | Corea del Nord  | 33.63 | 18.60 | 15.03 | 3.82 | 3.64 | 3.82 | 3.75 | 3.75 | 0   | #7     |

### Programa lliure
| Posició | Nom                                  | CON             | PF     | ET    | CO    | HP   | TR   | EX   | CR   | IN   | DED | Dorsal |
| ------- | ------------------------------------ | --------------- | ------ | ----- | ----- | ---- | ---- | ---- | ---- | ---- | --- | ------ |
| 1       | Tatiana Totmianina Maxim Marinin     | Rússia          | 135.84 | 69.51 | 66.33 | 8.32 | 8.14 | 8.39 | 8.25 | 8.36 | 0   | #19    |
| 2       | Zhang Dan Zhang Hao                  | R.P. de la Xina | 125.01 | 66.19 | 59.82 | 7.64 | 7.36 | 7.46 | 7.54 | 7.39 | 1   | #20    |
| 3       | Shen Xue Zhao Hongbo                 | R.P. de la Xina | 124.59 | 62.24 | 62.35 | 7.71 | 7.71 | 7.82 | 7.86 | 7.86 | 0   | #14    |
| 4       | Pang Qing Tong Jian                  | R.P. de la Xina | 123.48 | 62.78 | 60.70 | 7.61 | 7.43 | 7.71 | 7.57 | 7.61 | 0   | #18    |
| 5       | Aliona Savchenko Robin Szolkowy      | Alemanya        | 119.19 | 60.21 | 58.98 | 7.36 | 7.32 | 7.39 | 7.43 | 7.36 | 0   | #15    |
| 6       | Maria Petrova Alexei Tikhonov        | Rússia          | 117.42 | 57.00 | 60.42 | 7.57 | 7.43 | 7.61 | 7.61 | 7.54 | 0   | #17    |
| 7       | Rena Inoue John BaldwiN              | Estats Units    | 113.74 | 60.27 | 54.47 | 6.96 | 6.61 | 6.86 | 6.79 | 6.82 | 1   | #16    |
| 8       | Dorota Zagorska Mariusz Siudek       | Polònia         | 109.85 | 58.14 | 51.71 | 6.64 | 6.36 | 6.50 | 6.43 | 6.39 | 0   | #11    |
| 9       | Julia Obertas Sergei Slavnov         | Rússia          | 106.29 | 54.37 | 52.92 | 6.71 | 6.57 | 6.61 | 6.68 | 6.50 | 1   | #13    |
| 10      | Jessica Dube Bryce Davison           | Canadà          | 104.23 | 54.99 | 49.24 | 6.21 | 6.04 | 6.14 | 6.25 | 6.14 | 0   | #12    |
| 11      | Valerie Marcoux Craig Buntin         | Canadà          | 102.59 | 52.82 | 50.77 | 6.36 | 6.18 | 6.46 | 6.36 | 6.36 | 1   | #10    |
| 12      | Tatiana Volosozhar Stanislav Morozov | Ucraïna         | 98.24  | 52.55 | 46.69 | 5.93 | 5.68 | 5.89 | 5.93 | 5.75 | 1   | #9     |
| 13      | Marcy Hinzmann Aaron Parchem         | Estats Units    | 97.47  | 52.28 | 45.19 | 5.79 | 5.50 | 5.68 | 5.64 | 5.64 | 0   | #7     |
| 14      | Marylin Pla Yannick Bonheur          | França          | 88.60  | 48.14 | 40.46 | 5.21 | 4.86 | 5.14 | 5.11 | 4.96 | 0   | #5     |
| 15      | Diana Rennik Aleksei Saks            | Estònia         | 78.41  | 45.44 | 32.97 | 4.29 | 3.89 | 4.18 | 4.21 | 4.04 | 0   | #3     |
| 16      | Eva-Maria Fitze Rico Rex             | Alemanya        | 76.37  | 38.88 | 39.49 | 5.04 | 4.82 | 4.93 | 4.96 | 4.93 | 2   | #8     |
| 17      | Marina Aganina Artem Knyazev         | Uzbekistan      | 75.53  | 42.07 | 34.46 | 4.50 | 4.18 | 4.29 | 4.39 | 4.18 | 1   | #6     |
| 18      | Rumiana Spassova Stanimir Todorov    | Bulgària        | 73.98  | 40.16 | 33.82 | 4.32 | 4.07 | 4.25 | 4.29 | 4.21 | 0   | #1     |
| 19      | Julia Beloglanova Andrei Bekh        | Ucraïna         | 71.77  | 37.80 | 34.97 | 4.54 | 4.25 | 4.36 | 4.39 | 4.32 | 1   | #4     |

### Resultats finals
| Pos. | Nom                                  | CON             | Punts  | PC | PL |
| ---- | ------------------------------------ | --------------- | ------ | -- | -- |
| 1    | Tatiana Totmianina Maxim Marinin     | Rússia          | 204.48 | 1  | 1  |
| 2    | Zhang Dan Zhang Hao                  | R.P. de la Xina | 189.73 | 2  | 2  |
| 3    | Shen Xue Zhao Hongbo                 | R.P. de la Xina | 186.91 | 5  | 3  |
| 4    | Pang Qing Tong Jian                  | R.P. de la Xina | 186.67 | 4  | 4  |
| 5    | Maria Petrova Alexei Tikhonov        | Rússia          | 181.69 | 3  | 6  |
| 6    | Aliona Savchenko Robin Szolkowy      | Alemanya        | 180.15 | 7  | 5  |
| 7    | Rena Inoue John Baldwin              | Estats Units    | 175.01 | 6  | 7  |
| 8    | Julia Obertas Sergei Slavnov         | Rússia          | 166.54 | 8  | 9  |
| 9    | Dorota Zagorska Mariusz Siudek       | Polònia         | 165.95 | 9  | 8  |
| 10   | Jessica Dube Bryce Davison           | Canadà          | 159.71 | 11 | 10 |
| 11   | Valerie Marcoux Craig Buntin         | Canadà          | 158.21 | 10 | 11 |
| 12   | Tatiana Volosozhar Stanislav Morozov | Ucraïna         | 148.38 | 12 | 12 |
| 13   | Marcy Hinzmann Aaron Parchem         | Estats Units    | 147.05 | 13 | 13 |
| 14   | Marylin Pla Yannick Bonheur          | França          | 132.84 | 14 | 14 |
| 15   | Eva-Maria Fitze Rico Rex             | Alemanya        | 120.23 | 16 | 16 |
| 16   | Marina Aganina Artem Knyazev         | Uzbekistan      | 119.55 | 15 | 17 |
| 17   | Diana Rennik Aleksei Saks            | Estònia         | 118.13 | 18 | 15 |
| 18   | Julia Beloglazova Andrei Bekh        | Ucraïna         | 115.62 | 17 | 19 |
| 19   | Rumiana Spassova Stanimir Todorov    | Bulgària        | 111.25 | 19 | 18 |
| —    | Phyo Yong Myong Jong Yong Hyok       | Corea del Nord  |        | 20 |    |